# 90,000
90,000(구만)은 89,999보다 크고 90,001보다 작은 자연수다.

## 수학
- 합성수로, 그 약수는 총 75개다.[a]
  - 90000의 진약수의 합은 224743이므로, 90000은 과잉수다.
- 300번째 제곱수(3002)다. 앞의 제곱수는 89401, 다음은 90601이다.

## 90,000번대의 주요 자연수

### 90,001~90,999
- 90,059: 미국의 가수 제이 록의 정규 음반의 제목. (2015년 9월 11일 출시)
- 90,100: 424번째 삼각수.
- 90,125: 영국의 밴드 예스의 정규 음반의 제목. (1983년 11월 7일 출시)
- 90,161: 161번째 중심있는 칠각수.
- 90,288: 114번째 십육각수.
- 90,307: 174번째 중심있는 육각수.
- 90,313: 213번째 중심있는 사각수.
- 90,406: 246번째 중심있는 삼각수.
- 90.480: 174번째 팔각수.
- 90,525: 425번째 삼각수.
- 90,585: 135번째 십이각수.
- 90,601 = 3012
- 90,651: 246번째 오각수.
- 90,726: 191번째 중심있는 오각수.
- 90,751: 151번째 십각수.
- 90,801: 81번째 삼십각수.
- 90,828: 239번째 아킬레스 수.
- 90,916: 191번째 칠각수.
- 90,951: 426번째 삼각수.

### 91,000~91,999
- 91,001: 101번째 이십각수.
- 91,125 = 453
- 91,144: 247번째 중심있는 삼각수.
- 91,165: 214번째 중심있는 사각수.
- 91,204 = 3022
- 91,288: 162번째 중심있는 칠각수.
- 91,351: 175번째 중심있는 육각수.
- 91,378: 427번째 삼각수.
- 91,390: 247번째 오각수, 37번째 오포체수.
- 91,392: 119번째 십오각수.
- 91,525: 175번째 팔각수.
- 91,592: 240번째 아킬레스 수.
- 91,681: 192번째 중심있는 오각수.
- 91,806: 428번째 삼각수.
- 91,809 = 3032
- 91,872: 192번째 칠각수.
- 91,881: 81번째 사면체수.
- 91,885: 115번째 십육각수, 248번째 중심있는 삼각수.
- 91,936: 136번째 십이각수.
- 91,960: 152번째 십각수.
- 91,964: 82번째 케이크 수.

### 92,000~92,999
- 92,021: 215번째 중심있는 사각수.
- 92,132: 248번째 오각수.
- 92,235: 429번째 삼각수.
- 92,401: 176번째 중심있는 육각수.
- 92,416 = 3042
- 92,422: 163번째 중심있는 칠각수.
- 92,576: 176번째 팔각수.
- 92,629: 249번째 중심있는 삼각수.
- 92,641: 193번째 중심있는 오각수.
- 92,665: 430번째 삼각수.
- 92,727: 각 자릿수의 5제곱의 합.

({\displaystyle 9^{5}+2^{5}+7^{5}+2^{5}+7^{5}=59049+32+16807+32+16807=92727})
- 92,820: 102번째 이십각수.
- 92,833: 193번째 칠각수.
- 92,877: 249번째 오각수.
- 92,881: 216번째 중심있는 사각수.
- 92,940: 120번째 십오각수.

### 93,000~93,999
- 93,024: 16부터 19까지 연속하는 네 자연수의 곱.
- 93,025 = 3052
- 93,070: 82번째 삼십각수.
- 93,084: 각 자릿수의 5제곱의 합.

({\displaystyle 9^{5}+3^{5}+0^{5}+8^{5}+4^{5}=59049+243+0+32768+1024=93084})
- 93,096: 431번째 삼각수.
- 93,177: 153번째 십각수.
- 93,296: 48번째 칠각뿔수.
- 93,297: 137번째 십이각수.
- 93,312: 241번째 아킬레스 수.
- 93,376: 250번째 중심있는 삼각수.
- 93,457: 177번째 중심있는 육각수.
- 93,496: 116번째 십육각수.
- 93,528: 432번째 삼각수.
- 93,563: 164번째 중심있는 칠각수.
- 93,576: 52번째 팔면체수.
- 93,606: 194번째 중심있는 오각수.
- 93,625: 250번째 오각수.
- 93,633: 177번째 팔각수.
- 93,636 = 3062
- 93,665: 65번째 사각뿔수.
- 93,745: 217번째 중심있는 사각수.
- 93,799: 194번째 칠각수.
- 93,961: 433번째 삼각수.
- 93,987: 242번째 아킬레스 수.

### 94,000~94,999
- 94,126: 251번째 중심있는 삼각수.
- 94,221: 57번째 오각뿔수.
- 94,249 = 3072
- 94,376: 251번째 오각수.
- 94,395: 434번째 삼각수.
- 94,402: 154번째 십각수.
- 94,501: 121번째 십오각수.
- 94,519: 178번째 중심있는 육각수.
- 94,576: 195번째 중심있는 오각수.
- 94,613: 218번째 중심있는 사각수.
- 94,657: 103번째 이십각수.
- 94,668: 138번째 십이각수.
- 94,696: 178번째 팔각수.
- 94,711: 165번째 중심있는 칠각수.
- 94,770: 195번째 칠각수.
- 94,826: 연속하는 두 개의 중심있는 삼각수(199, 235)의 제곱합.
- 94,830: 435번째 삼각수.
- 94,864 = 3082
- 94,879: 252번째 중심있는 삼각수.

### 95,000~95,999
- 95,040: 8부터 12까지 연속하는 자연수 5개의 곱.
- 95,048: 243번째 아킬레스 수.
- 95,082: 52번째 육각뿔수.
- 95,121: 117번째 십육각수, 23번째 카프리카 수.
  - {\displaystyle 95121^{2}=9048004641}이며, {\displaystyle 90480+4641=95121}이므로 95121은 카프리카 수다.
- 95,130: 252번째 오각수.
- 95,256: 244번째 아킬레스 수.
- 95,266: 436번째 삼각수.
- 95,284: 82번째 사면체수.
- 95,367: 83번째 삼십각수.
- 95,368: 83번째 케이크 수.
- 95,404: 34번째 이십면체수.
- 95,481 = 3092
- 95,485: 219번째 중심있는 사각수.
- 95,551: 196번째 중심있는 오각수.
- 95,587: 179번째 중심있는 육각수.
- 95,635: 155번째 십각수, 253번째 중심있는 삼각수.
- 95,703: 437번째 삼각수.
- 95,746: 196번째 칠각수.
- 95,765: 179번째 팔각수.
- 95,832: 245번째 아킬레스 수.
- 95,865: 제곱 인수가 없는 가장 큰 5자리 홀수 과잉수.
- 95,866: 166번째 중심있는 칠각수.
- 95,887: 253번째 오각수.

### 96,000~96,999
- 96,049: 139번째 십이각수.
- 96,075: 122번째 십오각수.
- 96,100 = 3102
- 96,141: 438번째 삼각수.
- 96,361: 220번째 중심있는 사각수.
- 96,394: 254번째 중심있는 삼각수.
- 96,512: 104번째 이십각수.
- 96,531: 197번째 중심있는 오각수.
- 96,580: 439번째 삼각수.
- 96,647: 254번째 오각수.
- 96,661: 180번째 중심있는 육각수.
- 96,721 = 3112
- 96,727: 197번째 칠각수.
- 96,760: 118번째 십육각수.
- 96,800: 246번째 아킬레스 수.
- 96,840: 180번째 팔각수.
- 96,876: 156번째 십각수.

### 97,000~97,999
- 97,020: 440번째 삼각수.
- 97,028: 167번째 중심있는 칠각수.
- 97,156: 255번째 중심있는 삼각수.
- 97,200: 247번째 아킬레스 수.
- 97,241: 221번째 중심있는 사각수.
- 97,336 = 463
- 97,344 = 3122
- 97,410: 255번째 오각수.
- 97,440: 140번째 십이각수.
- 97,461: 441번째 삼각수.
- 97,516: 198번째 중심있는 오각수.
- 97,556: 248번째 아킬레스 수.
- 97,662: 123번째 십오각수.
- 97,692: 84번째 삼십각수.
- 97,713: 198번째 칠각수.
- 97,741: 181번째 중심있는 육각수.
- 97,903: 442번째 삼각수.
- 97,921: 181번째 팔각수, 256번째 중심있는 삼각수.
- 97,969 = 3132

### 98,000~98,999
- 98,000: 249번째 아킬레스 수.
- 98,021: 66번째 사각뿔수.
- 98,125: 157번째 십각수, 222번째 중심있는 사각수.
- 98,176: 256번째 오각수.
- 98,197: 168번째 중심있는 칠각수.
- 98,346: 443번째 삼각수.
- 98,385: 105번째 이십각수.
- 98,413: 119번째 십육각수.
- 98,506: 199번째 중심있는 오각수.
- 98,568: 250번째 아킬레스 수.
- 98,596 = 3142
- 98,689: 257번째 중심있는 삼각수.
- 98,704: 199번째 칠각수.
- 98,770: 83번째 사면체수.
- 98,784: 251번째 아킬레스 수.
- 98,790: 444번째 삼각수.
- 98,827: 182번째 중심있는 육각수.
- 98,841: 141번째 십이각수.
- 98,855: 84번째 케이크 수, 가장 큰 5자리 케이크 수.
- 98,945: 257번째 오각수.

### 99,000~99,999
- 99,008: 182번째 팔각수.
- 99,013: 223번째 중심있는 사각수.
- 99,127: 252번째 아킬레스 수, 가장 큰 5자리 아킬레스 수.
- 99,225 = 3152, 49번째 칠각뿔수, 가장 큰 5자리 홀수 과잉수.
- 99,235: 445번째 삼각수.
- 99,238: 58번째 오각뿔수.
- 99,262: 124번째 십오각수.
- 99,269: 53번째 팔면체수.
- 99,373: 169번째 중심있는 칠각수.
- 99,382: 158번째 십각수.
- 99,460: 258번째 중심있는 삼각수.
- 99,501: 200번째 중심있는 오각수.
- 99,681: 446번째 삼각수.
- 99,700: 200번째 칠각수.
- 99,717: 258번째 오각수.
- 99,839: 1171번째 소피 제르맹 소수(↔ 199,679), 670번째 안전 소수(↔ 49,919).
  - 가장 큰 5자리 소피 제르맹 소수, 가장 큰 5자리 안전 소수.
- 99,856 = 3162
- 99,905: 224번째 중심있는 사각수.
- 99,919: 183번째 중심있는 육각수.
- 99,978: 제곱 인수가 없는 가장 큰 5자리 과잉수.
- 99,990: 자릿수 제곱합이 제곱수인 가장 큰 5자리 자연수. (OEIS의 수열 A175396)
- 99,991: 가장 큰 5자리 소수.
- 99,996: 가장 큰 5자리 과잉수.
- 99,998: 가장 큰 5자리 반소수.
- 99,999: 가장 큰 5자리 수, 24번째 카프리카 수, 가장 큰 5자리 카프리카 수.
  - {\displaystyle 99999^{2}=9999800001}이며, {\displaystyle 99998+1=99999}이므로 99999는 카프리카 수다.